# 沃思湖站
沃思湖站（英語：Lake Worth Station）是三鐵路在沃思湖的一座通勤鐵路站。此車站位於沃思湖路（SR 802）和I-95的交界處，於1989年1月9日啟用此車站提供泊車服務，停車場位於I-95下方、沃思湖路南面。

## 外部連結
- South Florida Regional Transportation Authority - Lake Worth station
- Station from Google Maps Street View （页面存档备份，存于）